# Pedro Janot
Pedro Janot (Rio de Janeiro, 25 de maio de 1959) é um executivo brasileiro.
É formado pela Universidade Cândido Mendes em administração de empresas, é pós-graduado pela PUC-RJ e possui MBA pelo Ibmec.

## Carreira
Pedro Janot começou a carreira como comprador da Mesbla, uma experiência que lhe rendeu uma indicação para fazer parte de um novo momento das Lojas Americanas. Lá, foi um dos responsáveis pela estratégia de folhetos, uma novidade na época. Esses encartes chegavam por jornais à casa dos consumidores que deveriam encontrar nas lojas todo material anunciado. 
Essa performance na coordenação logística  rendeu a Pedro Janot uma indicação para um cargo de diretoria na Richard. Na empresa, Pedro conduziu o turnover e o projeto de franquias. 
Sua atenção com os funcionários e clientes, lhe colocou à frente do concorrido cargo para  primeiro CEO da Zara no Brasil. Esteve à frente da  empresa de 1998 a 2007.
Após uma rápida passagem pelo grupo Pão de Açúcar, Pedro foi selecionado para um novo desafio: ser presidente da primeira companhia aérea low cost do país. A Azul Linhas Aéreas, criada pelo americano David Neeleman, o mesmo da Jet Blue, conquistou 23% do mercado, nos primeiros anos. 
Afastou-se do cargo após o acidente que o deixou temporariamente sem movimentos nas pernas e braços. Enquanto se recuperava, Pedro repassou seus conhecimentos de gestão, liderança e inovação em palestras, ministradas por todo país.  
Em 2014, lançou o livro que conta a história da Azul: Maestro de Voo, pela editora Manole, com redação de Edvaldo Pereira Lima. Atualmente, ao lado de seus sócios, está à frente da Solum VC, um fundo especializado no investimento em empresas em crescimento. Além disso, acaba de lançar seu segundo livro: "A vida é tudo que você faz com ela".